# Resolutie 108 Veiligheidsraad Verenigde Naties
Resolutie 108 van de Veiligheidsraad van de Verenigde Naties werd unaniem aangenomen op 8 september 1955, en riep Israël en Egypte op de in 1949 gesloten wapenstilstand na te leven en de onderhandelingen te hervatten.

## Achtergrond
Eind februari 1955 had Israël de Gazastrook aangevallen en daarbij waren Egyptische soldaten omgekomen. De Veiligheidsraad veroordeelde de aanval in resolutie 106 en riep in resolutie 107 op tot een akkoord.

## Inhoud
De Veiligheidsraad herinnerde aan resolutie 107 en had het rapport van de stafchef van de VN-Bestandtoezichtsorganisatie in Palestina ontvangen.
De Veiligheidsraad was erg bezorgd over het feit dat de gesprekken waren stopgezet. De uitbraak van geweld nabij de demarcatielijn tussen Egypte en Israël werd betreurd. De Veiligheidsraad was tevreden dat beide partijen de oproep van de stafchef voor een onvoorwaardelijk staakt-het-vuren aanvaardden. Beide partijen werden opgeroepen de rust te herstellen en het staakt-het-vuren te respecteren.
De Veiligheidsraad ging akkoord met de stafchef dat beide krijgsmachten duidelijk gescheiden moesten worden. De Veiligheidsraad vond dat VN-waarnemers bewegingsvrijheid in het gebied moesten krijgen. Beide partijen werden gevraagd een ontmoeting te hebben met de stafchef en volledig met hem samen te werken. De stafchef werd gevraagd om aan de Veiligheidsraad te rapporteren over de actie die werd ondernomen om deze resolutie ten uitvoer te brengen.
Lijst ·  106 ·  107 ·  108 ·  109 ·  110